# Besiyata Dishmaya
Pour les articles homonymes, voir BSD.

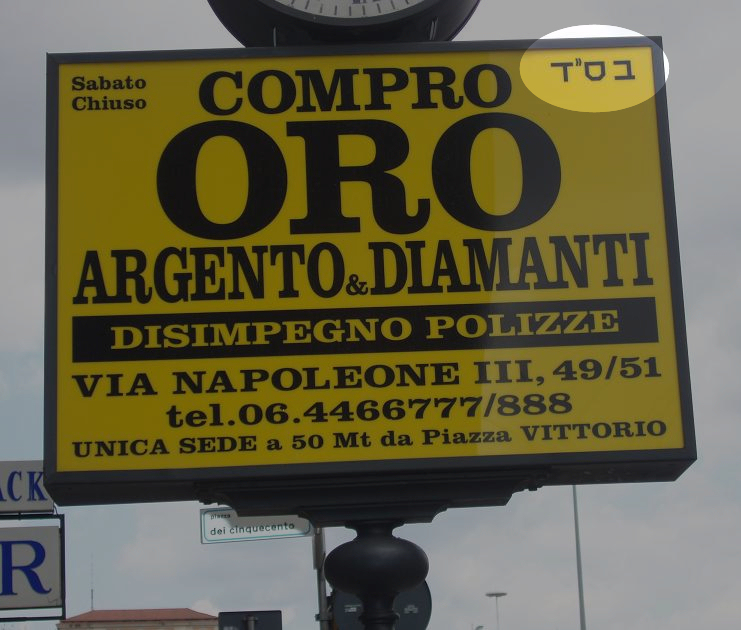
Enseigne commerciale dans une rue de Rome, écrite en italien. En haut à droite figure l’acronyme בס"ד (BS"D)

Besiyata Dishmaya (judéo-araméen: בסיעתא דשמיא Bé-Siyata Dishmaya  « avec l’aide des Cieux ») est une expression de piété juive signifiant « avec l'aide de Dieu, » équivalant au latin Deo juvante et à l'arabe bieawn Allah (arabe : بعون الله), et préférée à l'expression hébraïque Be'ezrat HaShem (hébreu: בעזרת השם Bé-ézrate Hashem  « avec l’aide du Nom » i.e. Dieu), plus littérale car son acronyme BS"D, retranscrit en caractères hébraïques בס"ד, ne comprend aucune des lettres du nom divin. Cet acronyme est en usage dans les lettres, correspondances, notes et la plupart des documents écrits par des juifs croyants, afin de rappeler que tout vient de Dieu, y compris le document en question, et que rien ne peut réussir sans son aide. Cette coutume n’est requise par aucun code de loi juive mais elle est considérée comme une institution ancienne qu’il ne convient pas d’abroger.

## Historique
La coutume de mentionner l’assistance divine en entête est d’institution récente, et le rabbin Yossef Qafih défend l’usage yéménite de l’omettre en arguant que ces entêtes ne figurent dans aucun des nombreux responsa exhumés dans les guenizot ; lui-même pense pouvoir en situer l’apparition en Europe de l’Est au XXe siècle. En revanche, des entêtes équivalent comme Beʿezrat Hashem (Bʿ"H) ou Beʿezrat Hashem Yitbaraḥ (BʿzHy"t) sont attestés quatre siècles plus tôt, car le rabbin Isaac Caro recommande de les inclure dans les lettres de recommandation, d’approbation ou de transaction afin de se conformer au verset « Dans toutes tes voies, connais-le, et il aplanira ta route » (Proverbes 3:6). L’adoption du sigle BS"D semble résulter d’une répugnance de la part d’une partie des décisionnaires ès lois juives à banaliser par ces entêtes l’emploi de la lettre Hé car elle figure dans le nom divin de quatre lettres, que l’on a décrété ineffable puis ineffaçable.